# Gaius Valerius Florinus
Gaius Valerius Florinus (vollständige Namensform Gaius Valerius Luci filius Quirina Florinus) war ein im 2. Jahrhundert n. Chr. lebender Angehöriger des römischen Ritterstandes (Eques).
Durch eine Inschrift, die in Praeneste gefunden wurde, sind zwei Stationen seiner Laufbahn bekannt. Florinus war zunächst Präfekt der Cohors II Thracum Syriaca, die in der Provinz Syria stationiert war. Danach wurde er Tribun in der Legio VII Claudia. Er war in der Tribus Quirina eingeschrieben.